# Clariallabes platyprosopos
Clariallabes platyprosopos es una especie de pez de la familia Clariidae en el orden de los Siluriformes.

## Morfología
• Los machos pueden llegar alcanzar los 29,5 cm de longitud total.

## Distribución geográfica
Se encuentran en África: río Zambeze y cuenca del río Okavango.